# Księginice (Wrocław)
Pour les articles homonymes, voir Księginice.
Księginice est une localité polonaise de la gmina de Kobierzyce, située dans le powiat de Wrocław en voïvodie de Basse-Silésie.